# ماوزر بي كي 27
ماوزر بي كي 27 (اختصار ألماني لكملة"مدفع على متن طائرة")، هو مدفع ألماني عيار 27 ملم صنع من قبل شركة ماوزر (أصبحت جزءا من شركة راين ميتال)، تم تطويره في أواخر الستينات ضمن برنامج (طائرة متعددة المهام القتالية)، والذي أصبح يدعى في نهاية المطاف ببرنامج (بانافيا تورنادو) . يعمل هذا المدفع بالغاز يطلق القذائف الجديدة من عيار 27×145 ملم، ويبلغ وزن المقذوف النموذجي 260 جرام، ويبلغ الوزن الإجمالي للصلية الكاملة 516 جرام. تستخدم معظم النماذج نظام تغذية مرتبط بالمدفع، رغم ذلك تستخدم المقاتلة الأوروبية تايفون نظاما تم تطويره خصيصا من مدفع بي كي 27 الذي يستخدم نظام تغذية غير مرتبط بالمدفع، والذي يهدف لتحسين الموثوقية.